# Les Virtuoses de Moscou
Les Virtuoses de Moscou sont un orchestre russe basé à Moscou. Le chef d'orchestre et le directeur musical est le violoniste virtuose Vladimir Spivakov.
Depuis 2003, l'orchestre est basé à la Maison internationale de musique de Moscou, qui a été ouverte le 26 décembre 2002.

## Historique
L'orchestre a été fondé en 1979 par le violoniste virtuose Vladimir Spivakov et ses amis - solistes, lauréats des concours internationaux et premiers pupitres des grands orchestres russes.

## Liens
- Site officiel (en russe et anglais)